# Frederick McCoy
Pour les articles homonymes, voir McCoy.
Sir Frederick McCoy est un paléontologue britannique, né en 1817 à Dublin et mort le 13 mai 1899 à Brighton Beach.

## Biographie
Il est le fils de Simon McCoy, professeur de matière médicale au Queen’s College de Galway. Il étudie la médecine à Dublin avant de s’intéresser à l’histoire naturelle et à la paléontologie. En 1841, il fait paraître le catalogue des collections du muséum de la Société géologique de Dublin sous le titre de Catalogue of Organic Remains compiled from specimens exhibited in the Rotunda at Dublin. Il est l’assistant de Sir Richard Griffith (1784-1878) et l’assiste dans le classement de ses collections qui servent de base à la publication de A synopsis of the characters of the Carboniferous Limestone Fossils of Ireland en 1844 et de A synopsis of the Silurian Fossils of Ireland en 1846. En 1845, il rejoint le service de recherche géologique britannique et commence à travailler sur la carte géologique de l’Irlande. Il est choisi l’année suivante par Adam Sedgwick (1785-1873) pour s’occuper de la grande collection de fossiles britanniques de la collection associée à la chaire woodwardienne. Sedgwick dira de lui que c’est un excellent naturaliste et un incomparable paléontologue. En août 1849, McCoy devient professeur de géologie et de minéralogie ainsi que le conservateur du muséum du Queen’s College de Belfast.
Durant ses vacances, il travaille à Cambridge, et fait des excursions avec Sedgwick. Il commence à faire paraître la série intitulée A Detailed Systematic Description of the British Palaeozoic Fossils in the Geological Museum of the University of Cambridge qui sera saluée par Heinrich Georg Bronn (1800-1862), d’Heidelberg comme étant l’un des ouvrages les plus importants en paléontologie.
En août 1854, il est choisi pour venir enseigner à l’université de Melbourne la chimie, la minéralogie, un peu de botanique et de zoologie ainsi que d’y diriger le jardin botanique. Il contribue à la fondation d’un muséum à Melbourne dans l’enceinte de l’université qui voit le jour en 1857. Grâce à des fonds du gouvernement, il peut faire paraître Prodromus of the Zoology of Victoria (1878-1890) et Prodromus of the Paleontology of Victoria (1874-1882). Il n’est pas un scientifique de terrain et se consacre avant au classement des collections du musée. D’ailleurs ses étudiants se plaignent de faire de la botanique sans aller dans un jardin botanique, de la zoologie sans démonstration pratique et de la géologie sans sorties sur le terrain. Il conteste les vues darwiniennes dans The Order and Plan of Creation (1870).
McCoy reçoit de nombreux honneurs comme la médaille Murchison en 1879 attribuée par la Société géologique de Londres et est membre d’honneur de nombreuses sociétés savantes. Frederick McCoy est devenu membre de la Royal Society le 3 juin 1880.